# Typhochrestus simoni
Typhochrestus simoni är en spindelart som beskrevs av Roger de Lessert 1907. Typhochrestus simoni ingår i släktet Typhochrestus och familjen täckvävarspindlar. Inga underarter finns listade i Catalogue of Life.